# Cegielnia (obwód smoleński)
Cegielnia (ros. Цегельня) – wieś (ros. деревня, trb. dieriewnia) w zachodniej Rosji, w osiedlu wiejskim Lubawiczskoje rejonu rudniańskiego w obwodzie smoleńskim.

## Geografia
Miejscowość położona jest nad Dobrynią, 2 km od granicy z Białorusią, 16 km od najbliższego przystanku kolejowego (biał. Szuchaucy), 14,5 km od drogi magistralnej M1 «Białoruś», 5 km od drogi regionalnej 66N-1619 (66N-1608 / Wołkowo – Zarieczje – Driagili), 22 km od drogi federalnej R120 (Orzeł – Briańsk – Smoleńsk – granica z Białorusią), 11 km od centrum administracyjnego osiedla wiejskiego (Lubawiczi), 24 km od centrum administracyjnego rejonu (Rudnia), 81 km od Smoleńska.

## Demografia
W 2010 r. miejscowość zamieszkiwało 5 osób.

## Historia
W czasie II wojny światowej od lipca 1941 roku wieś była okupowana przez hitlerowców. Wyzwolenie nastąpiło w październiku 1943 roku.